# Cèl·lula pavimentosa
Les cèl·lules pavimentoses són un tipus de cèl·lules que formen part del teixit epitelial de revestiment, juntament amb les cèl·lules cúbiques i cèl·lules prismàtiques. Les cèl·lules pavimentoses malignes poden ser causa o indici de càncer. Existeixen diferents tipus de cèl·lules pavimentoses.